# Blasy Ede
Blasy Ede (Felka, Szepes vármegye, 1820. május 3. – Felka, 1888. június 25.) nagy zergevadász, hegymászó, kereskedő és közbirtokos.

## Életpályája
1869 és 1874 között az ótátrafüredi szanatórium igazgatója volt. Közreműködött a Magyarországi Kárpát-egyesület megalapításában, később az MKE Magas-Tátrában végzett munkáiban: utak és menedekházak építése (ő építette az első menedékházat a Felkai-völgyben – saját költségén, közreműködött a Szalóki-tavak melletti kunyhó és a Menguszfalvi-völgyben a Hincó-tavi- és a Békás-patak összefolyásánál épült első menedékház felépítésében), hegyivezető szolgálat megszervezése. 1882-ben a felkai Tátra Múzeum egyik alapítója. 1840. július 30-án egy másik zergevadásszal, a 60 éves stólai id. Ruman Jánossal feljutott a Tengerszem-csúcsra a Hunfalvy-hágó felől. Bár e könnyen elérhető csúcson már jártak előttük más zergevadászok és térképészek, mégis ezt tartják a csúcs első megmászásának. 1845. október 6-án Lux Jakab és id. Breuer János hegyivezetőkkel megmászta a Jég-völgyi-csúcsot a Jég-völgyi-csorba felől. Ez volt e csúcs második megmászása. 1873. január 15-én Gelhof Jakab hegyivezetővel feljutott a Nagyszalóki-csúcsra. Az út nem volt nehéz, havas lejtőn vezetett, de mégis ez volt az első téli tátrai csúcsmászás. Sílécet nem használtak, mivel ez akkor még ismeretlen volt a Tátrában. 1853–1886 között tizenkilenszer volt a Tengerszem-csúcson, utoljára 1886. augusztus 29-én, 66 éves korában. Több tátrai turista és utazó, köztük Déchy Mór, élt az ő tanácsaival és útmutatásaival.

## Írásai
1869–1883 között németül és magyarul több tátrai témájú cikket publikált. Leírta az 1840-es Tengerszem-csúcs túráját is:
A Tengerszem-csúcs első megmászása vagyis inkább felfedezése. (Tátravidék 1, 1883., 13. és 15. szám.)

## Emlékezete
1891-ben a Tengerszem-csúcson emlékére egy márványtáblát helyeztek el Blásy Ede emlékére felirattal, de a táblát 1892-ben összetörték. Neve néhány helynévben azonban megis megmaradt: Blásy-horhos, Blásy-völgy. A Felkai-völgyben 1871-ben általa épített menedékházat 1873-ban elsöpörte a Gránát-falról lezúduló lavina, ám a ház alapja ma is látható.